# Armanda Berta dos Santos

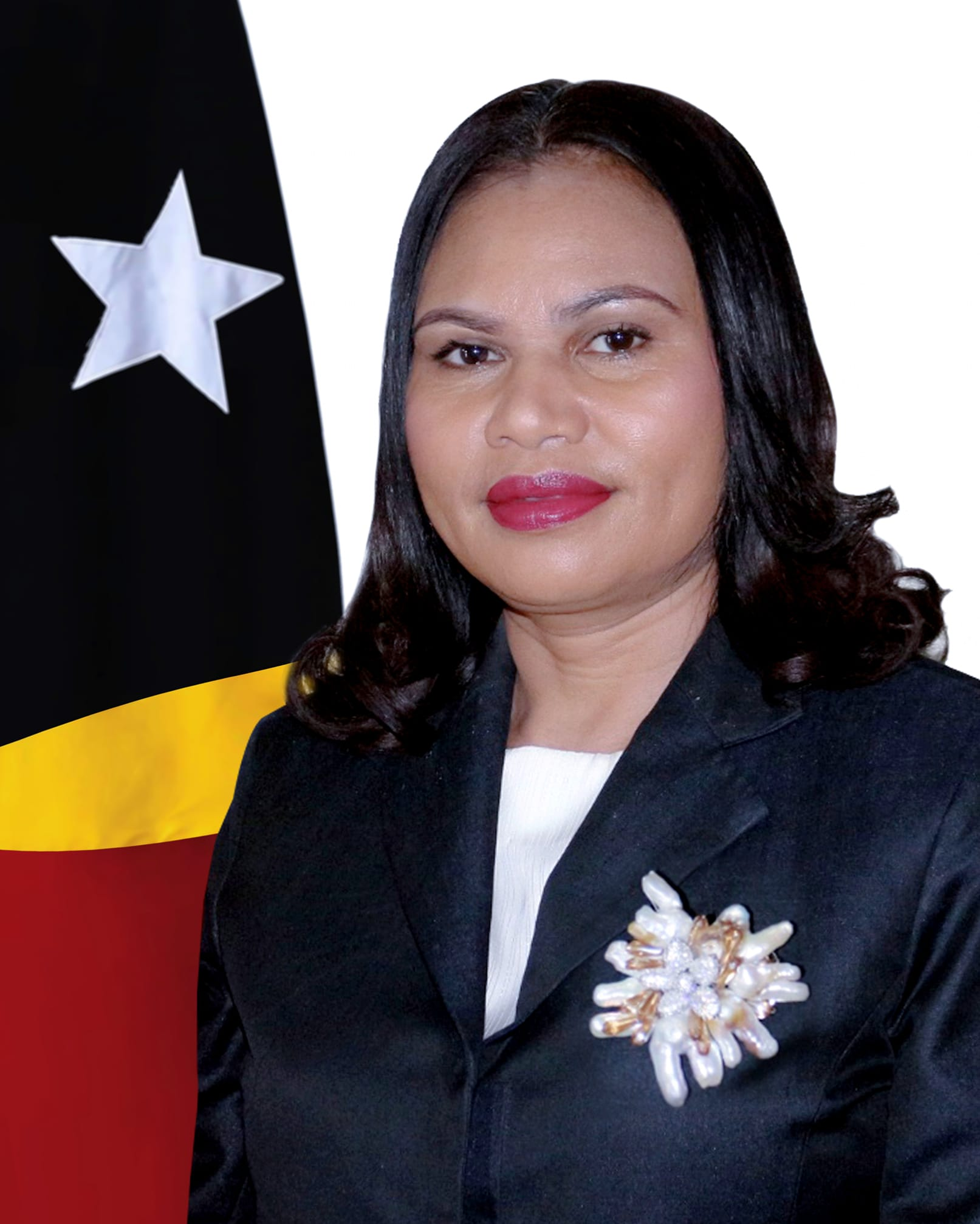
Armanda Berta dos Santos (2020)

Armanda Berta dos Santos (* 11. Oktober 1974 in Maloa, Ainaro, Portugiesisch-Timor) ist eine osttimoresische Politikerin. Seit der Gründung der Partei 2011 ist sie Vorsitzende der Kmanek Haburas Unidade Nasional Timor Oan (KHUNTO). Ab 2018 war Santos Sozialministerin und ab 2020 stellvertretende Premierministerin. Die Ämter hatte sie bis zum Ende der Legislaturperiode am 30. Juni 2023 inne.
Santos ist die Ehefrau von José dos Santos Naimori Bucar, des Anführers von Korka, einer Ritual-Arts-Gruppe in Osttimor.

## Werdegang
Santos hat einen Master in Regierungsmanagement inne.
2017 zog sie nach den Parlamentswahlen am 22. Juli als Listenführerin der Partei in das Nationalparlament ein. Hier war sie Vizevorsitzende der Kommission für Infrastruktur, Transport und Kommunikation (Kommission E) und Mitglied der Kommission für Wirtschaft und Entwicklung (Kommission D) und des Verwaltungsrates des Parlaments. Bei den vorgezogenen Neuwahlen 2018 stand sie auf Platz 3 der Aliança para Mudança e Progresso (AMP), zu der auch KHUNTO gehört, und kam erneut in das Parlament. Am 22. Juni 2018 wurde Santos zur Ministerin für soziale Solidarität und Inklusion vereidigt, weswegen sie automatisch ihren Abgeordnetensitz abgeben musste.

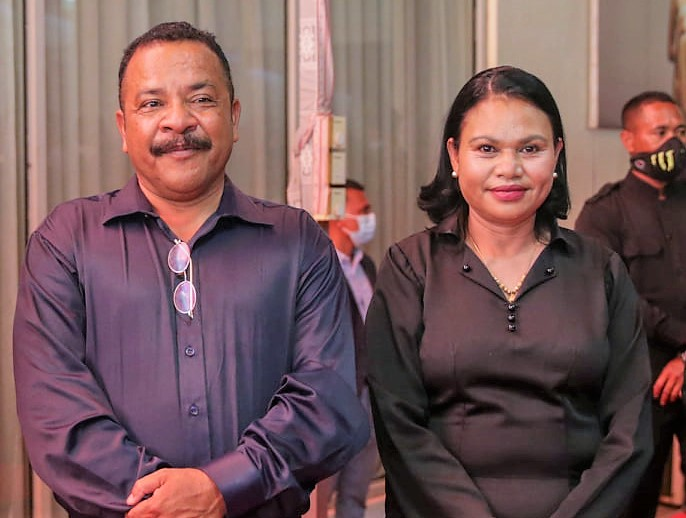
Armanda Berta dos Santos mit ihrem Mann (2022)

Am 29. Mai 2020 wurde Santos zusätzlich zu ihrem Ministeramt zur stellvertretenden Premierministerin vereidigt.
Am 6. Juni 2021 kündigte Santos an, sie werde für die KHUNTO bei den Präsidentschaftswahlen in Osttimor 2022 als Kandidatin antreten. Sie schied in der ersten Runde mit 8,70 % der Stimmen (56.289) aus. Bei den Parlamentswahlen 2023 war Santos wieder auf Platz 1 der Liste der KHUNTO und zog erneut in das Nationalparlament ein.